# Pericallia agassizi
Pericallia agassizi là một loài bướm đêm thuộc phân họ Arctiinae, họ Erebidae.